# Overcome (All That Remains)
Overcome è il quarto album studio della band metalcore All That Remains pubblicato il 16 settembre 2008.
Il 21 luglio 2008 due tracce dell'album - Before the Damned e Relinquish - fecero il loro debutto sul loro profilo di MySpace, Chiron invece debuttò l'11 agosto 2008. La canzone che apre l'album ha un video che si può vedere su YouTube.
Due delle tracce presenti in questa versione Two Weeks e Chiron, sono state utilizzate nel gioco "Rock Band".
L'album debuttò nella sedicesima posizione della Billboard 200.

## Tracce
1. Before the Damned – 2:53
2. Two Weeks – 4:17
3. Undone – 3:12
4. Forever in Your Hands – 3:36
5. Chiron – 4:25
6. Days Without – 3:11
7. A Song for the Hopeless – 4:15
8. Do Not Obey – 3:12
9. Relinquish – 2:51
10. Overcome – 2:38
11. Believe in Nothing (cover Nevermore) – 4:23

## Formazione
- Philip Labonte - voce
- Mike Martin - chitarra elettrica, chitarra acustica
- Oli Herbert - chitarra elettrica, chitarra acustica
- Jeanne Sagan - basso
- Jason Costa - batteria